# 千秋府
22°36′37″N 120°19′19″E / 22.610408°N 120.321957°E
千秋府是一間位於臺灣高雄市前鎮區籬仔內和平二路上的王爺廟，主祀千秋爺。其廟宇建築本身便坐落在和平二路的正中央，因此當道路行經廟宇時，會從廟宇的兩旁繞過，是臺灣少見的「路中廟」景象。
目前本廟打算分靈至臺東，並另建新廟。

## 立廟沿革

### 千秋府
千秋府最初立廟時間目前尚不可考。相傳清領時期原居福建省泉州府同安縣的黃千秋於清高宗乾隆46年渡海來臺，來到臺灣府鳳山縣打狗（現為高雄）後，因認為現今千秋府所在地靈光四射、是青龍寶穴，就在此搭建茅屋，開始從事修補鐵鍋、雨傘和皮靴的工作。
除此之外，黃千秋還從事行善以及且醫病救人等，直到數10年後，黃千秋辭世，並葬於他茅屋旁的老榕樹下，因其生前行善多，因此後人設立一座紀念碑及小祠，並尊稱千秋伯或千秋聖王來膜拜之。
臺灣日治時期後，當時日本人準備針對今和平二路沿線興建鐵路，當時相傳因千秋爺顯靈而使得遷廟行動受到阻礙。戰後1975年，原信仰千秋爺的信眾集資將原本的千秋府進行改建，將原本改朝東南的寺廟，改建為成朝正南向，才有今日的寺廟規模。
1980年代時，當時高雄市政府開始進行都市計畫，打算要徵收土地開闢道路，而剛好千秋府便卡在計畫道路的正中間，因此計畫拆除遷廟，原本已選定將千秋府遷移至鄰近的五塊公有地。然而當拆除工人只要一動工，拆除機械就無故停擺，後來求神問卜之下才得知千秋爺不願意移動，連續4度進行遷廟皆失敗，經過廟方與市政府溝通協調後，市政府順應民情，同意將道路改以繞過廟的方式鋪設，於是將千秋府保存原址，形成今日路中廟的特色。目前千秋府除千秋爺外也供奉著中壇元帥、朱府千歲、邱府元帥、福德正神、註生娘娘、黑虎將軍等神明，並主要祈求事業與功名。

### 福樹公

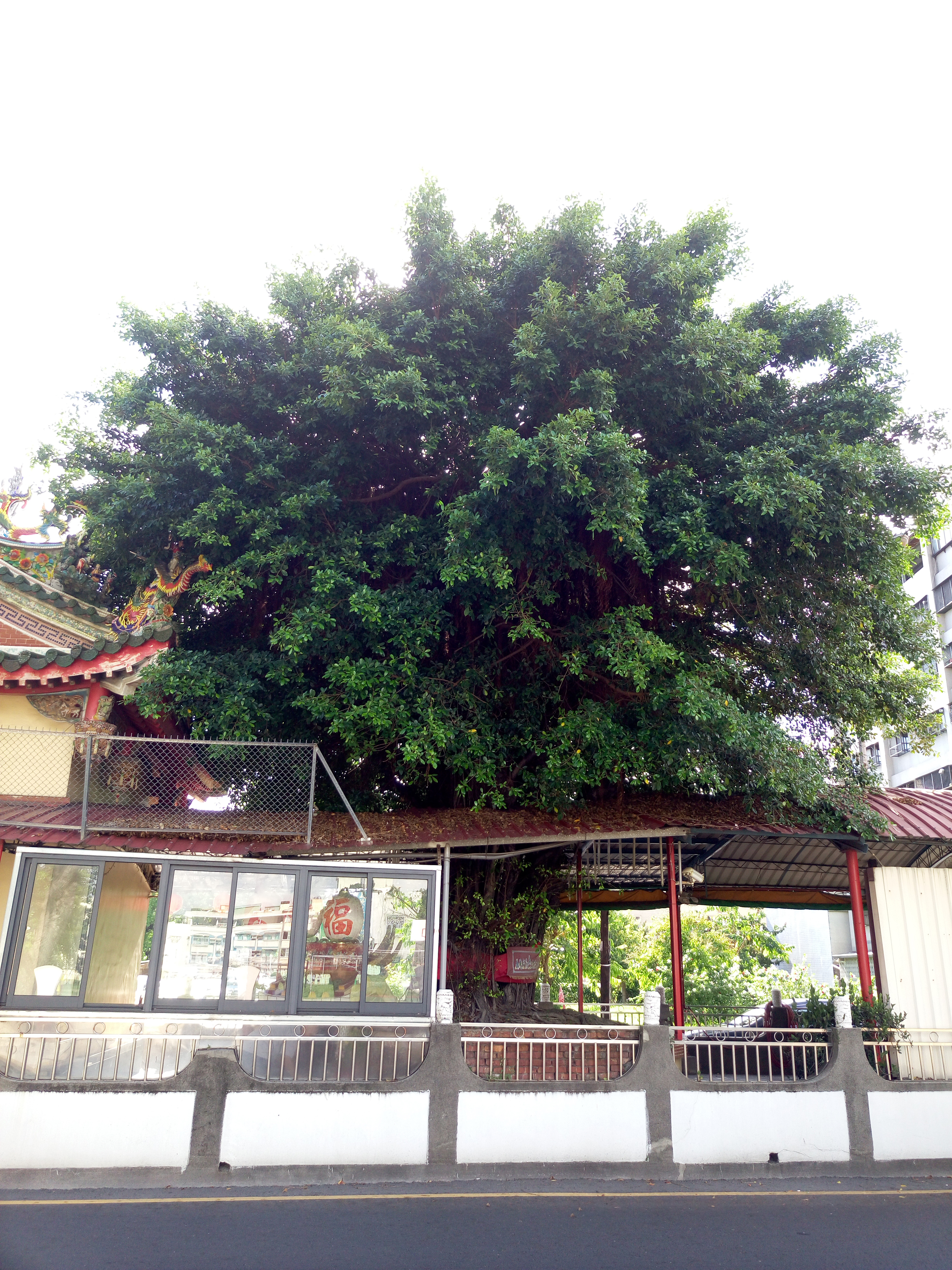
從和平二路光華國中一側看福樹公

在千秋府的後方，有一棵老榕樹被稱為「福樹公」，同樣也受到千秋府的信眾供奉。這棵榕樹的樹齡約有70年以上，樹高約8公尺，樹圍約5.5公尺，樹冠直徑有30公尺。最早是在1977年新廟施工時，因原本的榕樹一度枯萎，因此信眾另從臺東移植一棵榕樹過來。而福樹公一旁還有一叢竹子，這叢竹子的竹齡與榕樹同齡。
目前福樹公的生長狀況較不佳，肇因於榕樹生長在路中間，地表根部狀況不佳，加上榕樹本身已有白蟻侵蝕，因此枝葉並不高大。

## 資料來源
1. 1 2 3 4 5 6 7 8  魏斌. . 蘋果日報. 2011-08-28  [2016-06-24]. （原始内容存档于2013-07-23） （中文（臺灣））.
2. 1 2 3  李錦蓉. . 教育大市集.   [2016-06-24] （中文（臺灣））.[]
3. 1 2 3 4 5  王士杰. . 中華日報. 2015-01-23  [2016-06-24] （中文（臺灣））.[永久]
4. 1 2  . 台灣學校網界博覽會.   [2016-06-24] （中文（臺灣））.
5. 1 2 3 4 5  . 台灣學校網界博覽會.   [2016-06-24] （中文（臺灣））.